# 富瓦河
富瓦河（Fwa River）是非洲西部剛果民主共和國的河流，流經東開賽省，是盧布河的支流，位於剛果河流域的東南部。
富瓦河是不同魚類的棲息地，其中包括5個慈鯛科品種。